# Martin Schmalz
Martin C. Schmalz (* 9. August 1984) ist ein deutscher Ökonom. Er ist Professor für Finanzwissenschaft, Wirtschaftswissenschaften und Immobilienwirtschaft an der Saïd Business School der University of Oxford und Leiter der Einheit Finance, Accounting, Management und Economics.

## Ausbildung
Schmalz schloss als Jahrgangsbester sein Studium zum Diplom-Ingenieur (Maschinenbau) an der Universität Stuttgart ab und gewann dabei den Artur Fischer Preis. Er erhielt ein Stipendium von der Studienstiftung des deutschen Volkes.
Seinen Doktorgrad in Wirtschaftswissenschaften erlangte er an der Princeton University (USA), wo er ein Fellowship der Woodrow Wilson Scholars erhielt.

## Laufbahn

### Akademische Positionen
Von 2012 bis 2018 war Schmalz Assistenzprofessor für Finanzwissenschaft an der Ross School of Business der University of Michigan. 2019 wechselte er als außerordentlicher Professor für Finanzwissenschaft, Wirtschaftswissenschaften und Immobilienwirtschaft an die Saïd Business School der University of Oxford, wo er 2022 zum Leiter der Einheit Finance, Accounting, Management und Economics gewählt wurde.

### Weitere Positionen
2023 wurde Schmalz zum Chefökonom und Direktor des Office of Economic and Risk Analysis des Public Company Accounting Oversight Board (PCAOB) ernannt, eine Position, die er bis Mai 2025 innehatte. Er ist akademischer Direktor des Blockchain-Strategie-Programms der Universität Oxford und Mitdirektor des KI-Programms im Fintech-Bereich.

## Forschung

### Schwerpunkt Common Ownership
Schmalz ist bekannt durch seine Forschung zu Auswirkungen von Eigentumskonzentrationen börsengehandelter Fonds und anderen institutionellen Investoren (Common ownership) auf den Wettbewerb.
Er verfasste zusammen mit José Azar und Isabel Tecu den Artikel „Anticompetitive Effects of Common Ownership", der eine Literatur zum gemeinsamen Eigentum von Konkurrenten begründete und Stand 2023 einer der meistzitierten Artikel im Journal of Finance der vergangenen fünf Jahre war. Harvard Law School Professor Einer Elhauge bezeichnete die Arbeit als „economic blockbuster".

### Weitere wichtige Publikationen
2023 erschien sein Artikel „Common Ownership, Competition, and Top Management Incentives" im Journal of Political Economy, der zeigt, dass Manager häufiger besessener Unternehmen reduzierte Anreize haben, den Wert ihrer eigenen Firma zu maximieren.
Ebenfalls 2023 veröffentlichte er „(Why) Do Central Banks Care About Their Profits?" im Journal of Finance, eine Studie über die Profitabilität von Zentralbanken.

### Auszeichnungen
Der 2017 zusammen mit David Sraer und David Thesmar verfasste Artikel „Housing Collateral and Entrepreneurship" ist Preisträger des Brattle Prize für einen der besten Artikel zur Unternehmensfinanzierung. 2019 und 2023 erhielt er Jerry S Cohen Memorial Fund Writing Awards.

### Wissenschaftlicher Einfluss
Stand 2024 wird Martin Schmalz laut Google Scholar über 4.700 Mal zitiert. Er wurde zur Aussage vor verschiedenen Regulierungsbehörden berufen, darunter die Federal Trade Commission, das US-Justizministerium, das Europaparlament und das australische Parlament.

## Einfluss auf Kartellpolitik
Schmalz' Forschung zu Common Ownership hat maßgeblichen Einfluss auf die internationale Kartellpolitik ausgeübt. Seine empirischen Studien belegten, dass gemeinsames Eigentum institutioneller Investoren den Wettbewerb verringern und Preise erhöhen kann.
Diese Erkenntnisse fanden Eingang in regulatorische Überlegungen verschiedener Wettbewerbsbehörden weltweit. Seine Forschung wird in den 2023 aktualisierten US-amerikanischen Merger Guidelines referenziert, die erstmals Common Ownership als potentielles Wettbewerbsproblem anerkennen.
Seine Aussagen vor der Federal Trade Commission 2018 markierten einen Wendepunkt, an dem akademische Erkenntnisse in formelle regulatorische Überlegungen eingingen.

## Sonstiges
Schmalz hat sich gegen das „Outsourcen" demokratischer Prozesse an Vermögensverwalter ausgesprochen sowie die Ausweitung des Mandats von Zentralbanken, ebenfalls unter Federführung von BlackRock.
Er ist Kolumnist für das Handelsblatt und betreibt einen deutsch- und englischsprachigen Blog auf viewfromoxford.com.

## Belege
1. ↑  Martin Schmalz. In: Saïd Business School. Abgerufen am 15. Januar 2025.
2. ↑  Professor Martin C. Schmalz. In: Personal Website. Abgerufen am 15. Januar 2025.
3. ↑  Professor Martin C. Schmalz. In: Personal Website. Abgerufen am 15. Januar 2025.
4. ↑  Martin Schmalz. In: Saïd Business School. Abgerufen am 15. Januar 2025.
5. ↑  Martin C. Schmalz Named PCAOB Chief Economist. In: PCAOB. 28. August 2023, abgerufen am 15. Januar 2025.
6. ↑  Anticompetitive Effects of Common Ownership. In: Journal of Finance. 1. August 2018, abgerufen am 15. Januar 2025.
7. ↑  Martin C Schmalz - Google Scholar. In: Google Scholar. Abgerufen am 15. Januar 2025.
8. ↑  Einer Elhauge: Horizontal Shareholding. In: Harvard Law Review. 10. März 2016, abgerufen am 15. Januar 2025.
9. ↑  Miguel Antón, Florian Ederer, Mireia Giné, Martin C. Schmalz: Common Ownership, Competition, and Top Management Incentives. In: Journal of Political Economy. 2023, abgerufen am 15. Januar 2025.
10. ↑  Igor Goncharov, Vasso Ioannidou, Martin Schmalz: (Why) Do Central Banks Care About Their Profits? In: Journal of Finance. 2023, abgerufen am 15. Januar 2025.
11. ↑  Martin Schmalz. In: Saïd Business School. Abgerufen am 15. Januar 2025.
12. ↑  Martin Schmalz. In: Saïd Business School. Abgerufen am 15. Januar 2025.
13. ↑  Martin C Schmalz - Google Scholar. Abgerufen am 15. Januar 2025.
14. ↑  Martin C. Schmalz: Letter to the Australian Parliament - Inquiry into the implications of common ownership and capital concentration in Australia. In: SSRN. 16. September 2021, abgerufen am 15. Januar 2025.
15. ↑  Martin C. Schmalz: Conceptual Breakthroughs on Common Ownership and Competition. In: SSRN. 4. April 2022, abgerufen am 15. Januar 2025.
16. ↑  Regulation is the job of policy makers – not of investors, bankers, and managers – View From Oxford. Abgerufen am 21. September 2021 (britisches Englisch).
17. ↑  https://twitter.com/oxfordfrom/status/1439893122037817350. Abgerufen am 21. September 2021.

| Personendaten    | Personendaten      |
| ---------------- | ------------------ |
| NAME             | Schmalz, Martin    |
| ALTERNATIVNAMEN  | Schmalz, Martin C. |
| KURZBESCHREIBUNG | deutscher Ökonom   |
| GEBURTSDATUM     | 9. August 1984     |